# Stazione di Suidōbashi
La stazione di Suidōbashi (水道橋駅?, Suidōbashi-eki) è una stazione ferroviaria di Tokyo che serve la linea Chūō-Sōbu della JR East e la linea Mita della metropolitana di Tokyo.

## Linee

### Treni
East Japan Railway Company
■ Linea Chūō-Sōbu

### Metropolitana
Toei Metro
 Linea Mita

## Posizione e struttura
La stazione di Suidōbashi si trova al centro di Tokyo, lungo la strada Sotobori, fra le stazioni di Ochanomizu e Iidabashi. Fermano solamentei  treni locali della linea Chūō-Sōbu, oltre alla metropolitana, che passa in sotterranea.

### Binari

#### Stazione JR East
La stazione è dotata di due banchine laterali con due binari su viadotto. 
| 1 | ■ Linea Chūō-Sōbu | per Shinjuku, Nakano e Mitaka               |
| 2 | ■ Linea Chūō-Sōbu | per Akihabara, Kinshichō, Funabashi e Chiba |

#### Stazione della metropolitana

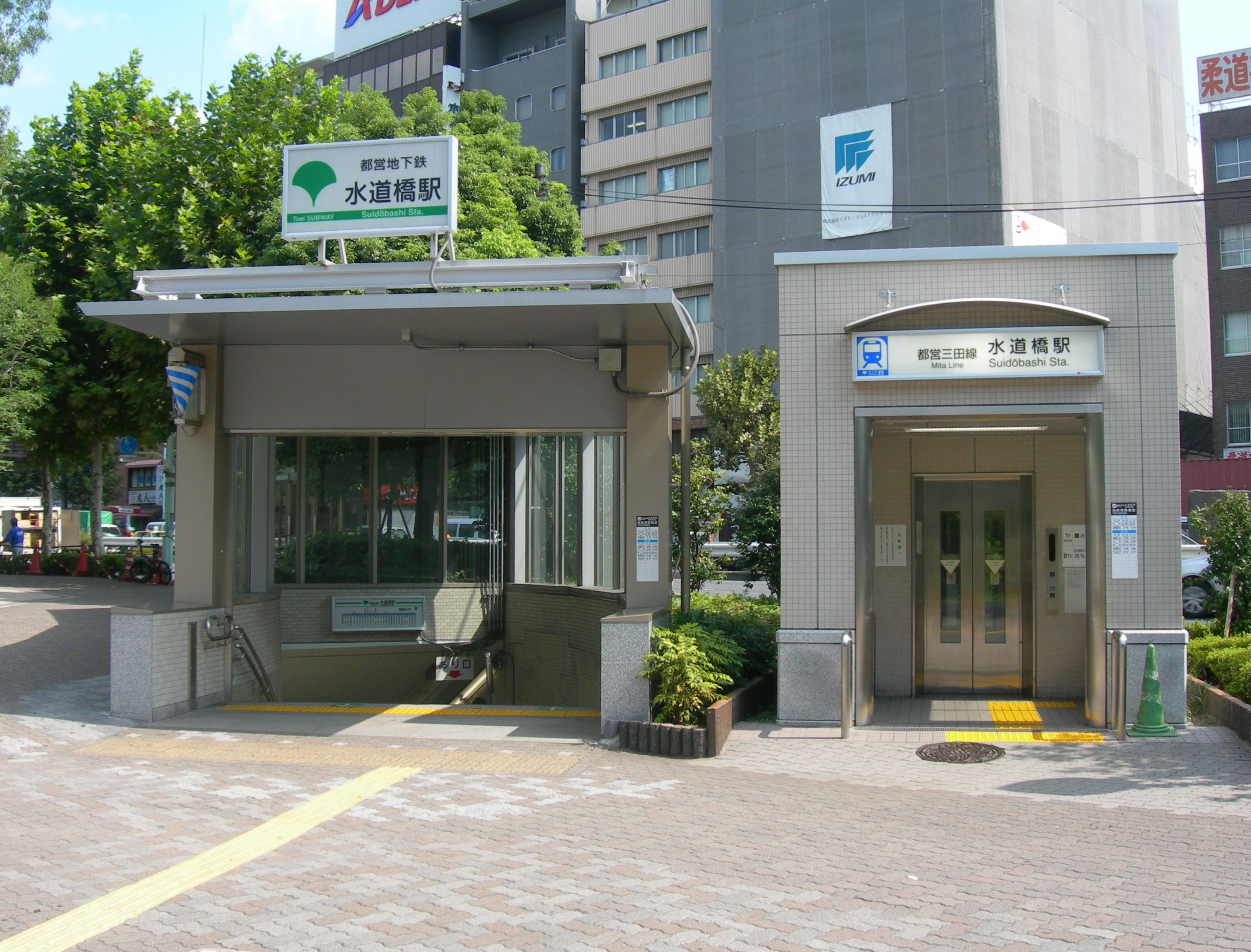
Vista di un ingresso in superficie della metropolitana

La linea Mita passa in sotterranea, con un marciapiede a isola e due binari passanti.
| 1 | Linea Mita | per Hibiya, Shirokane-Takanawa e Meguro           |
| 2 | Linea Mita | per Sugamo, Takashimadaira e Nishi-Takashimadaira |

## Stazioni adiacenti
| «               | Servizio        | »               |
| Linea Chūō-Sōbu | Linea Chūō-Sōbu | Linea Chūō-Sōbu |
| --------------- | --------------- | --------------- |
| Iidabashi       | Locale          | Ochanomizu      |
| Linea Mita      |                 |                 |
| Jimbōchō        | -               | Kasuga          |